# Vetren
Vetren (en búlgaro: Ветрен) es una ciudad de Bulgaria en la provincia de Pazardzhik.

## Geografía
Se encuentra a una altitud de 399 m s. n. m. a 84 km de la capital nacional, Sofía.

## Demografía
Según estimación 2012 contaba con una población de 3 089 habitantes.
|         | 2004  | 2005  | 2006  | 2007  | 2008  | 2009  | 2010  | 2011  |
| Mujeres | 1 830 | 1 796 | 1 762 | 1 762 | 1 758 | 1 752 | 1 764 | 1 597 |
| Varones | 1 797 | 1 766 | 1 756 | 1 727 | 1 710 | 1 721 | 1 699 | 1 591 |
| Total   | 3 627 | 3 562 | 3 518 | 3 489 | 3 468 | 3 473 | 3 463 | 3 188 |